# Широкологский сельсовет
Широколо́гский сельсове́т — сельское поселение в Серышевском районе Амурской области.
Административный центр — село Широкий Лог.

## История
24 января 2005 года в соответствии с Законом Амурской области № 425-ОЗ муниципальное образование наделено статусом сельского поселения.

## Население
| 2002 | 2010 | 2011 | 2012 | 2013 | 2014 | 2015 |
| ---- | ---- | ---- | ---- | ---- | ---- | ---- |
| 627  | ↘464 | →464 | ↘444 | ↗447 | ↘438 | ↘421 |
| 2016 | 2017 | 2018 | 2021 |      |      |      |
| ↘420 | ↘410 | ↘402 | ↘301 |      |      |      |

## Состав сельского поселения
| № | Населённый пункт | Тип населённого пункта       | Население |
| - | ---------------- | ---------------------------- | --------- |
| 1 | Воскресеновка    | село                         | ↘63       |
| 2 | Соколовка        | село                         | ↘51       |
| 3 | Широкий Лог      | село, административный центр | ↘288      |